# زمین‌لرزه دسامبر ۱۹۳۰ ژاپن
زمین‌لرزه ژاپن  در تاریخ ۲۵ دسامبر ۱۹۳۰ میلادی، برابر با ‎۴ دی ۱۳۰۹، ساعت ۱۹:۰۳:۰۰ به زمان یوتی‌سی در ژاپن رخ داد. ژرفای این زلزله ۵ کیلومتر بود. بزرگی آن ۷ در مقیاس ریشتر اعلام شده‌است. زمین‌لرزه به وقت محلی در روز جمعه، ساعت ۴ روی داده و منطقه زمانی آن یوتی‌سی +۹ بوده‌است .
سازمان زمین‌شناسی آمریکا نیز جای این زمین‌لرزه را در مختصات ۳۵°۰۶′شمالی ۱۳۳°۰۰′شرقی / ۳۵٫۱°شمالی ۱۳۳°شرقی و بزرگی آنرا برابر با ۷ در مقیاس ریشتر اعلام کرده‌است. ژرفای گزارش شده از سوی این سازمان ۵ کیلومتر می‌باشد.
شمار کشتگان زلزله حدود ۲۷۲ نفر بوده‌است.